# Persone di nome Henry/Attori
| Questa pagina contiene informazioni ricavate automaticamente dalle voci biografiche con l'ausilio del template Bio e di un bot. L'aggiornamento è periodico e automatico e ricostruisce completamente la pagina. Se manca una persona in questa lista, sei pregato di non aggiungerla, ma accertati piuttosto che la sua voce biografica contenga il template Bio e che i dati anagrafici siano correttamente compilati. Se il template Bio manca, inseriscilo tu stesso o, in alternativa, metti l'avviso {{tmp\|Bio}} che ne segnala la mancanza. Se i dati riportati sono sbagliati, correggi direttamente la voce biografica; le modifiche saranno visibili in questa lista entro pochi giorni. Per chiarimenti vedi il progetto antroponimi. La lista contiene solo le 54 persone che sono citate nell'enciclopedia e per le quali è stato implementato correttamente il template Bio. Pagina aggiornata al 6 ago 2025. |

Questa è una lista di persone presenti nell'enciclopedia che hanno il nome Henry e sono attori.

## A(3)
- Harry Allen, attore australiano (Melbourne, n. 1877 - Van Nuys, † 1951)
- Henry Armetta, attore italiano (Palermo, n. 1888 - San Diego, † 1945)
- Hank Azaria, attore, comico e doppiatore statunitense (New York, n. 1964)

## B(5)
- Henry Beckman, attore canadese (Halifax, n. 1921 - Barcellona, † 2008)
- Henry Bergman, attore statunitense (San Francisco, n. 1868 - Hollywood, † 1946)
- Wilfrid Brambell, attore irlandese (Dublino, n. 1912 - Westminster, † 1985)
- Henry Brandon, attore tedesco (Berlino, n. 1912 - Los Angeles, † 1990)
- Keefe Brasselle, attore, regista e produttore televisivo statunitense (Elyria, n. 1923 - Downey, † 1981)

## C(4)
- Henry Cavill, attore britannico (Saint Helier, n. 1983)
- Henry Corden, attore e doppiatore canadese (Montréal, n. 1920 - Los Angeles, † 2005)
- Henry Ian Cusick, attore britannico (Trujillo, n. 1967)
- Henry Czerny, attore canadese (Toronto, n. 1959)

## D(2)
- Henry Darrow, attore portoricano (New York, n. 1933 - Wilmington, † 2021)
- Henry E. Dixey, attore e impresario teatrale statunitense (Boston, n. 1859 - Atlantic City, † 1943)

## F(1)
- Henry Fonda, attore statunitense (Grand Island, n. 1905 - Los Angeles, † 1982)

## G(3)
- Henry Gibson, attore statunitense (Germantown, n. 1935 - Malibù, † 2009)
- Henry Golding, attore e conduttore televisivo malese (Betong, n. 1987)
- Henry Goodman, attore britannico (Londra, n. 1950)

## H(5)
- Henry Hunter Hall, attore statunitense (n. 1997)
- Huntz Hall, attore statunitense (New York, n. 1920 - North Hollywood, † 1999)
- Henry Hopper, attore statunitense (Los Angeles, n. 1990)
- Henry Hull, attore statunitense (Louisville, n. 1890 - Cornovaglia, † 1977)
- Henry Hunter, attore statunitense (Rahway, n. 1907 - Los Angeles, † 1985)

## J(3)
- Henry Z. Jones Jr., attore statunitense (Oakland, n. 1940)
- Henry Jones, attore statunitense (Filadelfia, n. 1912 - Los Angeles, † 1999)
- Henry Lytton, attore e cantante britannico (Londra, n. 1865 - Earl's Court, † 1936)

## K(2)
- Henry Kolker, attore e regista statunitense (Quincy, n. 1870 - Los Angeles, † 1947)
- Henry Kulky, attore statunitense (Hastings-on-Hudson, n. 1911 - Oceanside, † 1965)

## L(1)
- Henry Lloyd-Hughes, attore britannico (Londra, n. 1985)

## M(3)
- Jeffrey Hunter, attore statunitense (New Orleans, n. 1926 - Los Angeles, † 1969)
- Henry McGee, attore, comico e personaggio televisivo britannico (Londra, n. 1928 - Londra, † 2006)
- Robert Montgomery, attore, regista e produttore cinematografico statunitense (Beacon, n. 1904 - New York, † 1981)

## O(2)
- Henry O'Neill, attore statunitense (Orange, n. 1891 - Hollywood, † 1961)
- Henry Otto, attore, regista e sceneggiatore statunitense (St. Louis, n. 1877 - Los Angeles, † 1952)

## R(3)
- Donnelly Rhodes, attore canadese (Winnipeg, n. 1937 - Maple Ridge, † 2018)
- Henry Roussel, attore, regista e sceneggiatore francese (Bayonne, n. 1875 - Parigi, † 1946)
- Henry Rowland, attore statunitense (Omaha, n. 1913 - Northridge, † 1984)

## S(6)
- Henry G. Sanders, attore statunitense (Houston, n. 1942)
- Henry Seemann, attore e cantante danese (Copenaghen, n. 1875 - † 1948)
- Henry Silva, attore statunitense (New York, n. 1926 - Los Angeles, † 2022)
- Henry Simmons, attore statunitense (Stamford, n. 1970)
- Henry Stanley, attore statunitense (New York, n. 1864)
- Henry Stephenson, attore britannico (Grenada, n. 1871 - San Francisco, † 1956)

## T(2)
- Henry Thomas, attore e musicista statunitense (San Antonio, n. 1971)
- Henry Travers, attore britannico (Prudhoe, n. 1874 - Hollywood, † 1965)

## V(2)
- Henry van Lyck, attore tedesco (Colonia, n. 1941 - Monaco di Baviera, † 2010)
- Henry Victor, attore inglese (Londra, n. 1892 - Hollywood, † 1945)

## W(3)
- Henry B. Walthall, attore statunitense (contea di Shelby, n. 1878 - Monrovia, † 1936)
- Henry Winkler, attore, regista e produttore cinematografico statunitense (New York, n. 1945)
- Henry Woodward, attore statunitense (Charleston, n. 1882 - Los Angeles, † 1953)

## Z(4)
- Buck Henry, attore, sceneggiatore e regista statunitense (New York, n. 1930 - Los Angeles, † 2020)
- Henry Zaga, attore brasiliano (Brasilia, n. 1993)
- Henry Zakka, attore e conduttore televisivo venezuelano (Caracas, n. 1956)
- Henry Zebrowski, attore e umorista statunitense (n. 1984)